# Security Identifier
En el context de la línia de sistemes operatius de Microsoft basats en Windows NT, un Security Identifier (comunament abreviat SID) és un nom únic (una cadena de caràcters alfanumèrics) que és assignada pel Windows durant el procés d'identificació d'un usuari o un grup d'usuaris en una xarxa de sistemes NT/2000. Els SIDs no són portables.
El Windows dona o no accés i privilegis als recursos basant-se en la llista de control d'accés (ACLs), que utilitza SIDs per a identificar únicament usuaris i els membres del seu grup. Quan un usuari entra en un ordinador, es genera un token d'accés que conté el nivell de privilegi de l'usuari i la SID de l'usuari o el grup. Quan un usuari sol·licita accés a un recurs, el token d'accés és comprovat per la ACL per a permetre o denegar l'acció particular de l'objecte particular.
Les SIDs són molt útils per a la localització i resolució de problemes amb auditories de seguretat, servidors de Windows i migracions de domini.
El format del SID és el següent:
S-1-5-12–7623811015-3361044348-030300820-1013
S - La cadena és un SID.
1 - El nivell de revisió.
5 - El valor de l'autoritat d'identificador.
12–7623811015-3361044348-030300820 - identificador de domini o d'ordinador local
1013 – una ID relativa (Relative ID, RID)
Qualsevol grup o usuari que no és creat per defecte tindrà una ID relativa de 1000 o més.

## SIDs conegudes
- SID: S-1-5-18

Sistema local. Un compte de servei que és utilitzat pel sistema operatiu.
- SID: S-1-5-19

Autoritat NT. Servei local.
- SID: S-1-5-20

Autoritat NT. Servei de xarxa.
- SID: S-1-5-21-domain-500

Un compte d'usuari per l'administrador del sistema. Per defecte, és l'únic compte d'usuari que té el control total sobre el sistema.
- SID: S-1-5-21-domain-501

Compte d'usuari convidat per a la gent que no té comptes individuals. Aquest compte d'usuari no requereix contrasenya. Per defecte, el compte d'usuari no està disponible.
- SID: S-1-5-21-domain-512

Domini d'administradors. Un grup global els membres del qual estan autoritzats a administrar el domini. Per defecte, el grup d'administradors del domini és membre del grup d'administradors en tots els ordinadors que estan units al domini, incloint els controladors del domini. Els administradors de domini són el propietari per defecte de qualsevol objecte que és creat per qualsevol membre del grup.
- SID: S-1-5-21-domain-514

Domini de convidats. Un grup global que, per defecte, té només un membre, el compte de convidat del domini.